# Jef Lettens
Jef Lettens (Hasselt, 12 de agosto de 1990) es un jugador de balonmano belga que juega de portero en el Fenix Toulouse HB de la LNH. Es internacional con la selección de balonmano de Bélgica.

## Palmarés

### Initia HC Hasselt
- Liga de Bélgica de balonmano (2): 2011, 2013
- Copa de Bélgica de balonmano (2): 2010, 2011

## Clubes
| Club              | País    | Año         |
| ----------------- | ------- | ----------- |
| Initia HC Hasselt | Bélgica | 2008 - 2015 |
| USM Saran         | Francia | 2015 - 2016 |
| Cesson-Rennes MHB | Francia | 2016 - 2019 |
| Fenix Toulouse HB | Francia | 2019 - Act. |